# Le tue mani/Lui di lei
Le tue mani/Lui di lei è un 45 giri di Jula de Palma, pubblicato nel 1962 dalla casa discografica Karim.

## Il disco
Entrambe le canzoni sono suonate dall’orchestra Giampiero Boneschi, che le ha recentemente inserite nella compilation Jula de Palma & Giampiero Boneschi Orchestra e nell'album Nostalgia italiana, con brani cantati da Carmen Villani e Jula De Palma.

## Le tue mani
Le tue mani è un brano musicale scritto da Pino Spotti e Montano, pseudonimo di Michelino Rizza.

## Lui di lei
Lui di lei è un brano musicale con il testo scritto da Gino Parravicini e la musica composta da   Leopoldo Cepparello e Aldo Valleroni, pubblicato da Universal Music Publishing Ricordi. Fu  cantata da Marisa Rampin, Vanna Scotti ed infine da Milva al Burlamacco d'oro di Viareggio. 
È stata incisa per la prima volta da Jula de Palma.

## Tracce
Lato A
1. Le tue mani – 3:16 (testo: Spotti – musica: Montano)

Lato B
1. Lui di lei – 3:45 (testo: Parravicini – musica: Cepparello e Valleroni)